# Oberdorfstrasse 42–44

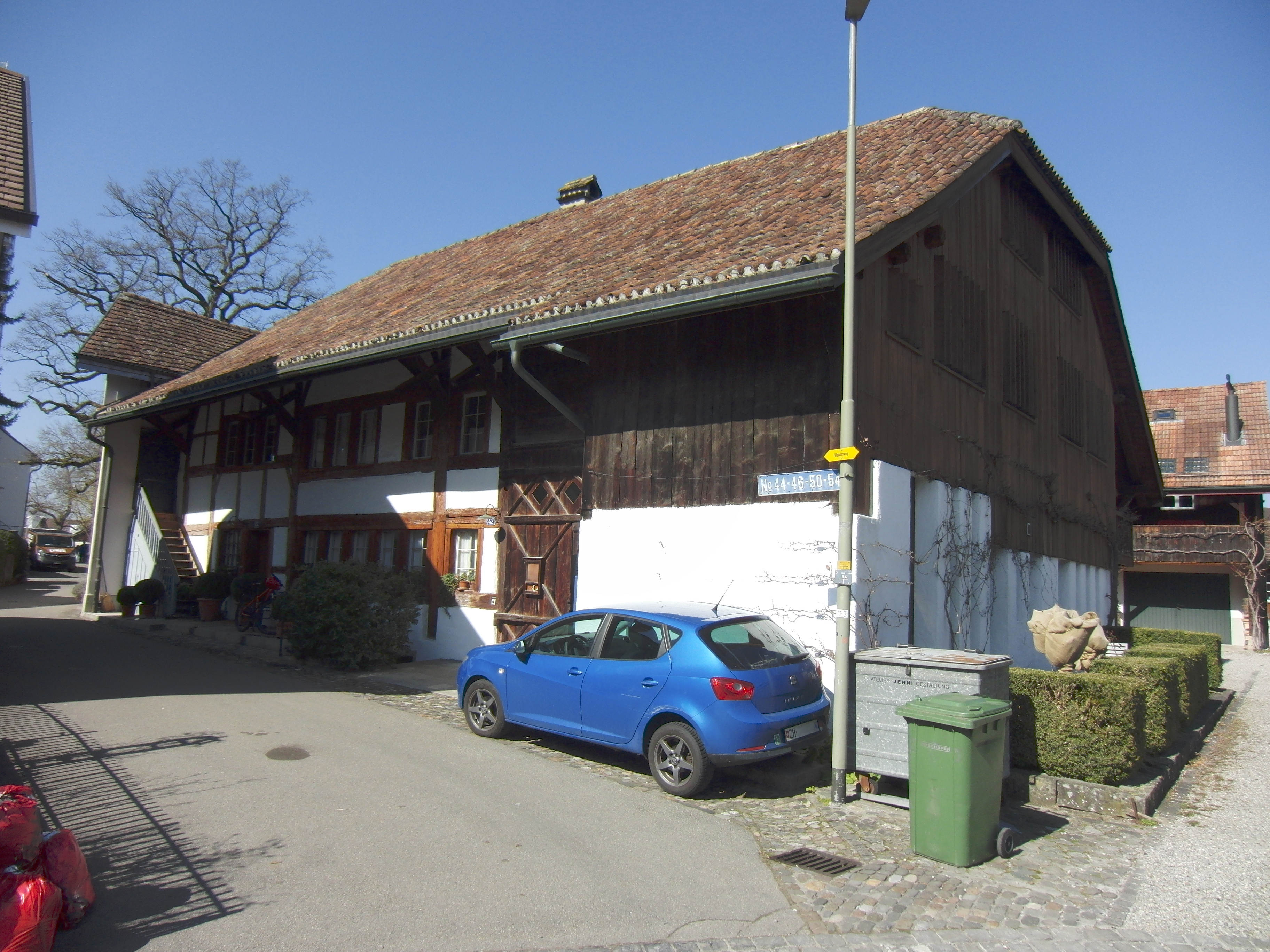
Ansicht von Südosten, 2022

Das Haus Oberdorfstrasse 42–44 in Winterthur im Schweizer Kanton Zürich wurde 1609–1610 errichtet. Das Wohnhaus mit Atelier im Stadtteil Wülflingen (Kreis 6) ist ein ehemaliges Bauernhaus und Denkmalschutzobjekt.

## Denkmalschutz, Lage und Bedeutung
Das «Inventar schutzwürdiger Bauten» verzeichnet das Objekt in der Oberdorfstrasse 42–44 als «Schutzobjekt kommunal» mit dem Baujahr 1780. Es bildet mit dem Nachbarhaus Nummer 46 («Inventarobjekt kommunal») ein Ensemble. Das gegenüberliegende Wohnhaus Oberdorfstrasse 54 ist ebenfalls ein «Schutzobjekt kommunal». Westlich liegen mit der reformierten Kirche und dem Pfarrhaus zwei «überkommunale» Schutzobjekte. Sieben weitere Häuser im Ostteil der Oberdorfstrasse werden vor 1813 datiert und sind ebenfalls «Inventarobjekte kommunal». Zur historischen Nahumgebung gehören weitere ältere Häuser an der Wülflinger Strasse sowie am Lindenplatz. Direkt westlich liegt ein Brunnen mit zwei Trögen. Der kleinere stammt von 1944 oder wurde in diesem Jahr erneuert.

## Geschichte und Beschreibung
Das Gebäude wurde als Vielzweckbauernhaus errichtet. Der Ständerbau lässt sich dendrochronologisch auf 1609/1610 datieren. Die Renovation des Aussenbaus erfolgte «substanzschonend» und unter Erhaltung des «bäuerlichen Charakters» 1975/1976. An das grosse Bauernhaus wurde vor 1847 im Westen ein kleines Wohnhaus als Erweiterungsbau mit der Nummer «46» angefügt. Dessen Anbau wurde noch im 19. Jahrhundert für Wohnzwecke umgenutzt.
Das Riegelhaus trägt ein weit ausladendes Krüppelwalmdach. Strassenseitig zeigt es Reihenfenster mit Teilung. Das Tenntor des Scheunenteils blieb erhalten und dient als Hauseingang von Nummer 42. Die grossen neuen Fenster im Giebel sind mit Holz verblendet und fallen kaum auf.

## Belege
1. ↑  stadtplan.winterthur.ch: Inventar schutzwürdiger Bauten. (abgerufen am 3. März 2025)
2. ↑  Schutzwürdige Bauten der Stadt Winterthur. Denkmalpflege der Stadt Winterthur, Winterthur 2006. S. 359–361.
3. ↑  Oberdorfstrasse 32. In: Brunnen in Wülflingen im Winterthur Glossar. (2. März 2022, abgerufen am 3. März 2025)
4. 1 2  Oberdorfstrasse 42–44 / 1609–1610 / Schutzobjekt kommunal. In: Schutzwürdige Bauten der Stadt Winterthur. Denkmalpflege der Stadt Winterthur, Winterthur 2006. S. 360.
5. ↑  Oberdorfstrasse 46 / <1847 / Inventarobjekt kommunal. In: Schutzwürdige Bauten der Stadt Winterthur. Denkmalpflege der Stadt Winterthur, Winterthur 2006. S. 361.

Koordinaten: 47° 30′ 40,7″ N, 8° 41′ 44,2″ O; CH1903: 694688 / 263042